# کشنژوپول-کوموره
کشنژوپول-کوموره (به لهستانی:  Księżopole-Komory) یک روستا در لهستان است که در گمینا بیلانه واقع شده‌است.